# 拜里漢
36°50′14″N 8°07′26″E / 36.83722°N 8.12389°E

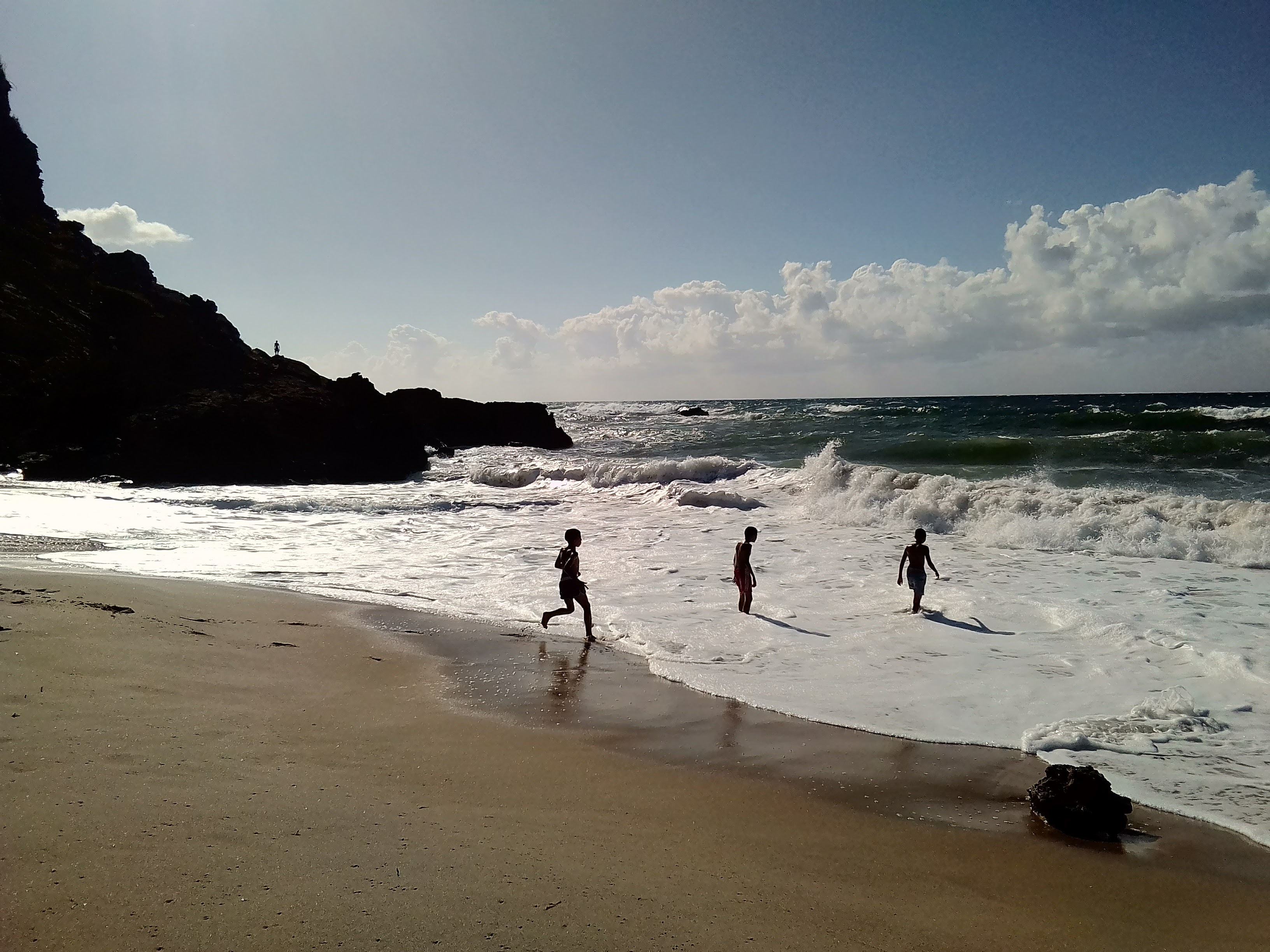
拜里漢的海灘

拜里漢（阿拉伯语：‎），是阿爾及利亞的城鎮，位於該國東北部塔里夫省，由卡拉區負責管轄，面積203平方公里，2008年人口9,605，人口密度每平方公里47人。